# مايك أولدفيلد

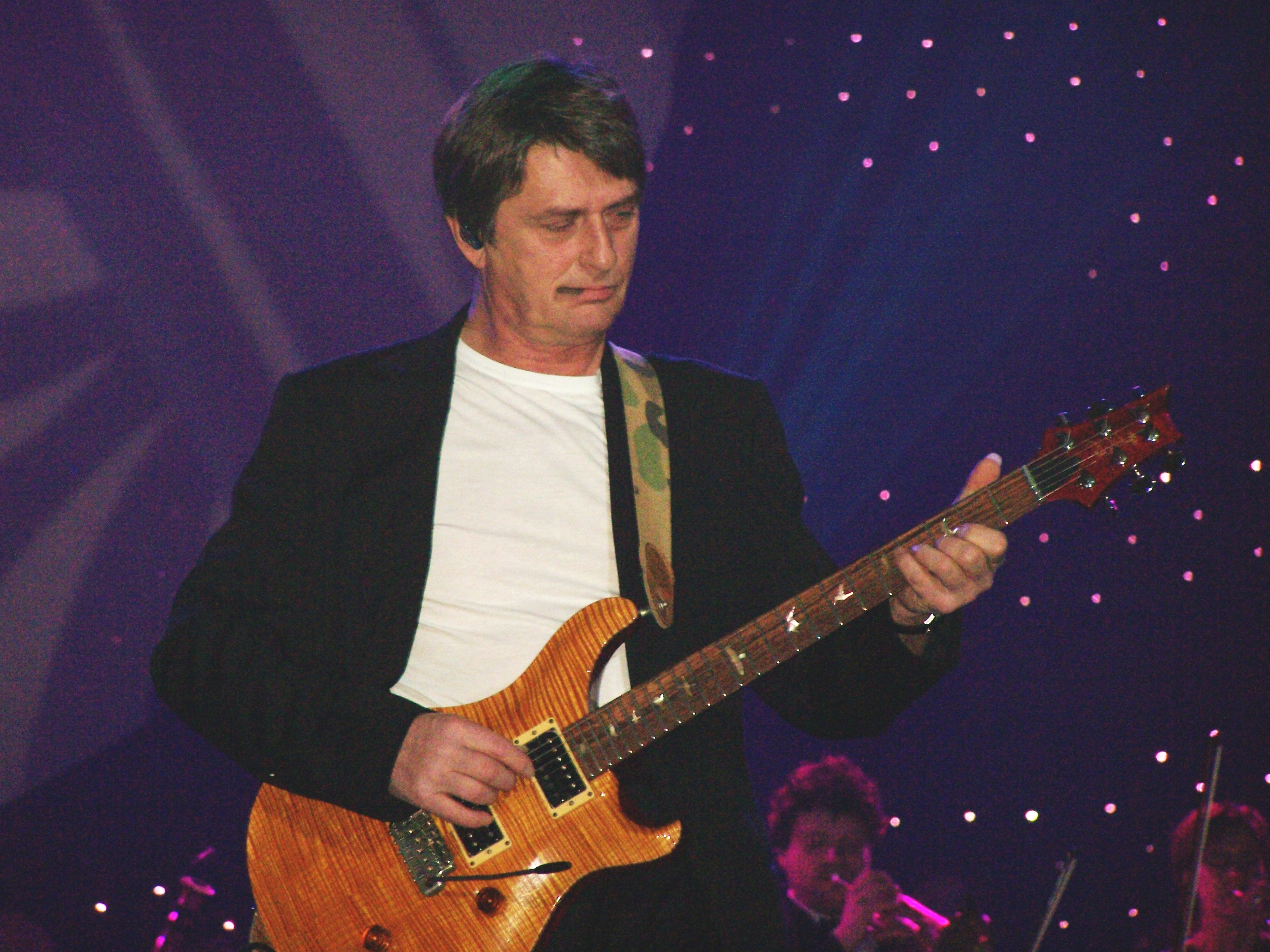
مايك أولدفيلد في أحد حفلاته في ديسمبر 2006

مايك غوردن أولدفيلد (بالإنجليزية: Mike Oldfield)؛ (15 مايو 1953 في ريدينغ، إنجلترا) هو ملحن بريطاني، يعزف على آلات متنوعة ويمزج في موسيقاه بين موسيقى الروك والكلاسيك.

## روابط خارجية
- مايك أولدفيلد على موقع IMDb (الإنجليزية)
- مايك أولدفيلد على موقع ألو سيني (الفرنسية)
- مايك أولدفيلد على موقع ميوزك برينز (الإنجليزية)
- مايك أولدفيلد على موقع قاعدة بيانات برودواي على الإنترنت (الإنجليزية)
- مايك أولدفيلد على موقع إن إن دي بي (الإنجليزية)
- مايك أولدفيلد على موقع أول ميوزيك (الإنجليزية)
- مايك أولدفيلد على موقع ديسكوغز (الإنجليزية)
- مايك أولدفيلد على موقع قاعدة بيانات الفيلم (الإنجليزية)